# ماريانو مارتينيز سانشيز
ماريانو مارتينيز سانشيز (بالإنجليزية: Mariano Sánchez Martinez)‏ ولد بتاريخ 1 فبراير 1959 في إسبانيا، هو دراج إسباني سابق.

## روابط خارجية
- ماريانو مارتينيز سانشيز على موقع أرشيف الدراجات (الإنجليزية)
- ماريانو مارتينيز سانشيز على موقع إحصائيات الدراجات الإحترافية (الإنجليزية)